# Duplicazione del cubo

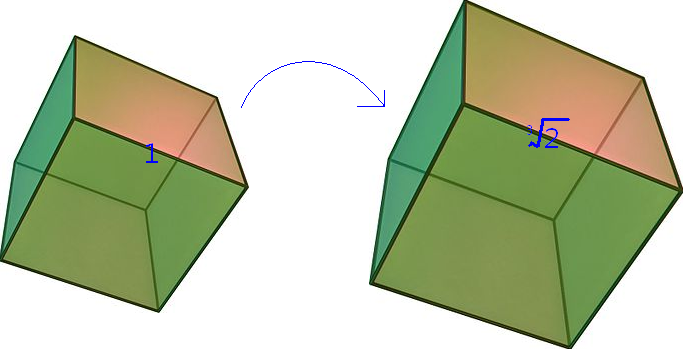
Duplicazione del cubo tramite la costante deliana

Il problema della duplicazione del cubo, ossia la costruzione di un cubo avente volume doppio rispetto a quello di un cubo di spigolo dato, costituisce, assieme al problema della trisezione dell'angolo e a quello della quadratura del cerchio, uno dei tre problemi classici della geometria greca.
Questi tre problemi nacquero nel periodo classico della matematica greca (600 a.C. - 300 a.C.) e attraversarono tutta la storia della matematica.
Il problema della duplicazione del cubo è giunto a noi sotto forma di mito. La prima testimonianza in merito è una lettera di Eratostene al re Tolomeo III citata, settecento anni più tardi, dal commentatore Eutocio di Ascalona. Vi si narra di un antico tragico che, mettendo in scena il re Minosse al cospetto del sepolcro in costruzione, di forma cubica, del re Glauco, disse: «piccolo sepolcro per un re: lo si faccia doppio conservandone la forma; si raddoppino, pertanto, tutti i lati». Eratostene, dopo aver rilevato che l'ordine dato era erroneo, perché raddoppiando i lati di un cubo se ne ottiene un altro con volume otto volte maggiore, riferisce che nacque tra gli studiosi il cosiddetto "problema della duplicazione del cubo".
La seconda testimonianza, conosciuta come Problema di Delo, è dell'espositore Teone di Smirne. Egli, citando Eratostene, riporta che gli abitanti di Delo, avendo interrogato l'oracolo di Apollo
sul modo di liberarsi dalla peste, avessero ricevuto l'ordine di costruire un altare, di forma cubica, dal volume doppio rispetto a quello esistente.
I problemi classici, così come tutti i problemi della matematica, non risultano ben posti se non dopo che si sia precisato l'insieme degli strumenti assegnati per la loro risoluzione.

## Impossibilità di duplicare il cubo usando solo riga e compasso
Per dimostrare l'impossibilità di duplicare un cubo con il solo uso di riga e compasso occorre, innanzitutto, precisare cosa significhi effettuare una costruzione con riga e compasso.
Eseguire una costruzione con riga e compasso vuol dire, in parole povere, determinare oggetti geometrici, a partire da altri oggetti dati, utilizzando come unici strumenti la riga ed il compasso.
Va precisato che con “riga” non s'intende uno strumento per misurare o segnare distanze, ma soltanto un'asta rigida che permetta solo di tracciare delle rette: dunque si intende una riga non marcata.
I problemi di costruzione, e quindi il problema della duplicazione del cubo, sono stati accanitamente studiati per secoli e senza risultati; dopo un lungo tempo di tentativi infruttuosi, ha iniziato ad insinuarsi l'idea, tra i matematici, che tali problemi fossero irrisolvibili.
Per arrivare a studiare la risolubilità o meno dei problemi classici fu però necessario aspettare che venissero gettate le fondamenta per l'algebra moderna.
Il problema della duplicazione del cubo si riduce, algebricamente, alla costruzione con riga e compasso del numero {\displaystyle {\sqrt[{3}]{2}}}. Per dimostrare l'impossibilità di tale costruzione occorre formalizzare, in termini algebrici, l'idea intuitiva di “costruzione con riga e compasso”.
Supponiamo che sia dato un insieme di punti {\displaystyle P_{0}} nel piano euclideo {\displaystyle \mathbb {R} ^{2}} e consideriamo due tipi di operazioni:
- Operazione 1 (riga): tracciare una linea retta che colleghi due qualsiasi punti di {\displaystyle P_{0}.}
- Operazione 2 (compasso): disegnare una circonferenza il cui centro sia un punto di {\displaystyle P_{0}} e il cui raggio sia uguale alla distanza tra due punti di {\displaystyle P_{0}.}
- Definizione 1: i punti di intersezione di due rette, due circonferenze, una retta e una circonferenza, tracciate con le operazioni 1 e 2, vengono detti costruibili in un solo passo da {\displaystyle P_{0}.}
- Definizione 2: un punto {\displaystyle r\in \mathbb {R} ^{2}}si dice costruibile da {\displaystyle P_{0}} se esiste una successione finita {\displaystyle r_{1},\ldots ,r_{n}=r} di punti di {\displaystyle \mathbb {R} ^{2}} tale che, per ogni {\displaystyle i=1,\ldots ,n,} il punto {\displaystyle r_{i}} è costruibile in un solo passo dall'insieme {\displaystyle P_{0}\cup \{r_{1},\ldots ,r_{i-1}\}.}

Esempio
Mostriamo come la costruzione standard di un punto medio di un dato segmento può essere realizzata con queste considerazioni.
Supponiamo di avere due punti dati {\displaystyle p_{1},p_{2}\in \mathbb {R} ^{2}} e che sia {\displaystyle P_{0}=\{p_{1},p_{2}\}.}
1. tracciare il segmento {\displaystyle p_{1}p_{2}} (operazione 1);
2. tracciare il cerchio con centro {\displaystyle p_{1}} e raggio {\displaystyle p_{1}p_{2}} (operazione 2);
3. tracciare il cerchio con centro {\displaystyle p_{2}} e raggio {\displaystyle p_{1}p_{2}} (operazione 2);
4. individuare come {\displaystyle r_{1},r_{2}} i punti di intersezione di questi due cerchi;
5. tracciare il segmento {\displaystyle r_{1}r_{2}} (operazione 1);
6. individuare come {\displaystyle r_{3}} l'intersezione tra i segmenti {\displaystyle p_{1}p_{2}} e {\displaystyle r_{1}r_{2}.}

Allora la successione {\displaystyle r_{1},r_{2},r_{3}} definisce la costruzione del punto medio di {\displaystyle p_{1}p_{2}} e questo risulta costruibile da {\displaystyle P_{0}.}
Consideriamo ora il problema dal punto di vista della teoria dei campi.
A ogni passo della costruzione associamo il sottocampo di {\displaystyle \mathbb {R} } generato dalle coordinate dei punti costruiti.
Quindi sia {\displaystyle K_{0}} il sottocampo di {\displaystyle \mathbb {R} } generato dalle coordinate {\displaystyle x} e {\displaystyle y} del punto in {\displaystyle P_{0}.}
Se {\displaystyle r_{i}} ha coordinate {\displaystyle (x_{i},y_{i})} allora, in maniera induttiva, definiamo {\displaystyle K_{i}} il campo ottenuto da {\displaystyle K_{i-1}} aggiungendo {\displaystyle x_{i}} e {\displaystyle y_{i}} così che sia:
{\displaystyle K_{i}:=K_{i-1}(x_{i},y_{i}).}
Ovviamente si ha che
{\displaystyle K_{0}\subseteq K_{1}\subseteq \ldots \subseteq K_{n}\subseteq \mathbb {R} .}
Lemma 1
Con le notazioni precedenti {\displaystyle x_{i}} e {\displaystyle y_{i}} sono zeri, in {\displaystyle K_{i},} di un polinomio al più di secondo grado di {\displaystyle K_{i-1}.}
Dimostrazione
Le coordinate {\displaystyle x_{i}} e {\displaystyle y_{i}} del punto {\displaystyle r_{i}} si ottengono intersecando due rette, due circonferenze oppure una retta e una circonferenza.
Dimostriamo il lemma nell'ultimo caso.
Siano {\displaystyle A,B,C} i punti di coordinate {\displaystyle (p,q),(r,s),(t,u)} in {\displaystyle K_{i-1}.}
Si tracci la retta {\displaystyle AB} e la circonferenza di centro {\displaystyle C} e raggio {\displaystyle w.} {\displaystyle w^{2}\in K_{i-1}} dato che {\displaystyle w} è la distanza tra due punti a coordinate in {\displaystyle K_{i-1}.}
L'equazione della retta {\displaystyle AB} è
{\displaystyle {\frac {x-p}{r-p}}={\frac {y-q}{s-q}}}
e l'equazione della circonferenza è
{\displaystyle \left(x-t\right)^{2}+\left(y-u\right)^{2}=w^{2}.}
Le coordinate dei punti di intersezione si ottengono risolvendo il sistema
{\displaystyle \left\{{\begin{matrix}{\frac {x-p}{r-p}}={\frac {y-q}{s-q}}\\\left(x-t\right)^{2}+\left(y-u\right)^{2}=w^{2}\end{matrix}}\right.}
Da qui si ricava
{\displaystyle \left(x-t\right)^{2}+\left({\frac {(s-q)(x-p)}{r-p}}+q-u\right)^{2}=w^{2}.}
L'ascissa dei punti di intersezione {\displaystyle X} e {\displaystyle Y} è lo zero di un polinomio di secondo grado in {\displaystyle K_{i-1}.} Lo stesso vale per l'ordinata.
Teorema 1
Se {\displaystyle r=\left(x,y\right)} è costruibile da un sottoinsieme {\displaystyle P_{0}} di {\displaystyle \mathbb {R} ^{2}} e se {\displaystyle K_{0}} è il sottocampo di {\displaystyle \mathbb {R} } generato dalle coordinate dei punti di {\displaystyle P_{0}} allora i gradi di
{\displaystyle \left[K_{0}\left(x\right):K_{0}\right]}   e   {\displaystyle \left[K_{0}\left(y\right):K_{0}\right]}
sono potenze di {\displaystyle 2}.
Dimostrazione
Si ha che
{\displaystyle \left[K_{i-1}\left(x_{i}\right):K_{i-1}\right]=1} se il polinomio di II grado di cui {\displaystyle x_{i}} è uno zero è riducibile
{\displaystyle \left[K_{i-1}\left(x_{i}\right):K_{i-1}\right]=2} se il polinomio di II grado di cui {\displaystyle x_{i}} è uno zero è irriducibile
e, analogamente,
{\displaystyle \left[K_{i-1}\left(y_{i}\right):K_{i-1}\right]=1} se il polinomio di II grado di cui {\displaystyle y_{i}} è uno zero è riducibile
{\displaystyle \left[K_{i-1}\left(y_{i}\right):K_{i-1}\right]=2} se il polinomio di II grado di cui {\displaystyle y_{i}} è uno zero è irriducibile
Inoltre
{\displaystyle \left[K_{i-1}\left(x_{i},y_{i}\right):K_{i-1}\right]=\left[K_{i-1}\left(x_{i},y_{i}\right):K_{i-1}\left(x_{i}\right)\right]\left[K_{i-1}\left(x_{i}\right):K_{i-1}\right]\in \{1.2.4\}}
Quindi {\displaystyle \left[K_{i}:K_{i-1}\right]} è una potenza di {\displaystyle 2}.
E, per induzione, {\displaystyle \left[K_{n}:K_{0}\right],} è una potenza di {\displaystyle 2}.
Ma, dato che, {\displaystyle \left[K_{n}:K_{0}\left(x\right)\right]\left[K_{0}\left(x\right):K_{0}\right]=\left[K_{n}:K_{0}\right]}, segue che {\displaystyle \left[K_{0}\left(x\right):K_{0}\right]} è una potenza di {\displaystyle 2}.
Similmente {\displaystyle \left[K_{0}\left(y\right):K_{0}\right]} è una potenza di {\displaystyle 2}.
Teorema 2
Il cubo non può essere duplicato mediante l'uso di riga e compasso.
Dimostrazione
Consideriamo un cubo di spigolo unitario.
Sia {\displaystyle P_{0}=\left\{\left(0;0\right),\left(1;0\right)\right\}} e quindi, in questo caso è {\displaystyle K_{0}=\mathbb {Q} .}
Se il cubo fosse duplicabile, allora potremmo costruire un punto di coordinate {\displaystyle \left(\alpha ;0\right)} tale che
{\displaystyle \,\alpha ^{3}=2} e quindi, per il teorema1, {\displaystyle \left[\mathbb {Q} \left(\alpha \right):\mathbb {Q} \right]} dovrebbe essere una potenza di {\displaystyle 2}.
Ma {\displaystyle \alpha } è zero del polinomio {\displaystyle t^{3}-2} che è irriducibile su {\displaystyle \mathbb {Q} .}
Inoltre  {\displaystyle t^{3}-2} è il minimo polinomio di {\displaystyle \alpha } su {\displaystyle \mathbb {Q} } e {\displaystyle \left[\mathbb {Q} \left(\alpha \right):\mathbb {Q} \right]=3}.
Ciò dimostra l'impossibilità di duplicare il cubo con riga e compasso.

## Soluzioni del problema
Abbandonando il vincolo di utilizzare solo riga e compasso, il problema della duplicazione del cubo diventa risolubile e diverse sono le costruzioni possibili.

### Riduzione di Ippocrate di Chio
Ippocrate di Chio, discepolo di Pitagora, vissuto tra il 460 a.C. e il 380 a.C.,
sembra sia stato il primo a risolvere il problema della duplicazione del cubo seguendo il metodo di riduzione. Tale metodo consiste nel trasformare un problema in un altro, risolto il quale resta risolto anche il problema primitivo.
Presso i Pitagorici era noto come inserire un segmento x medio proporzionale tra due segmenti dati {\displaystyle a} e {\displaystyle b,} cioè, era noto come costruire segmenti che verificassero la proporzione {\displaystyle a:x=x:b.}
Non era nota, invece, l'estensione al caso dell'inserzione di due segmenti {\displaystyle x} e {\displaystyle y,} medi proporzionali tra due segmenti dati, in modo che valga la proporzione {\displaystyle a:x=x:y=y:b.}
L'idea, attribuita ad Ippocrate di Chio, consiste nel ridurre il problema della duplicazione del cubo a quello della inserzione di due medie proporzionali fra due segmenti dati, problema che, con un linguaggio più moderno, si può così enunciare.
Dati due segmenti {\displaystyle a} e {\displaystyle b,} costruirne altri due {\displaystyle x} e {\displaystyle y} che, con {\displaystyle a} e {\displaystyle b} presi come termini estremi, formino una catena di rapporti uguali, ovvero
{\displaystyle {\frac {a}{x}}={\frac {x}{y}}={\frac {y}{b}}.}
Da questa catena di rapporti uguali deriva

{\displaystyle \left\{{\begin{matrix}x={\frac {ab}{y}}\\x^{2}=ay\end{matrix}}\right.}
da cui
{\displaystyle x^{3}=a^{2}b}
Il segmento {\displaystyle x} è quindi il lato di un cubo equivalente a un parallelepipedo rettangolo a base quadrata di spigolo {\displaystyle a} e avente altezza {\displaystyle b}.
In particolare, se si scrive b = ma (m numero razionale), si ottiene:
{\displaystyle x^{3}=ma^{3},}
cioè un cubo di spigolo {\displaystyle x} equivalente a {\displaystyle m} volte un cubo di spigolo {\displaystyle a.} Ponendo {\displaystyle m=2,} cioè {\displaystyle b=2a,} si ottiene
{\displaystyle x^{3}=2a^{3},}
si ricade nel problema della duplicazione del cubo poiché {\displaystyle x} è il lato di un cubo avente volume doppio rispetto a quello di lato {\displaystyle a.}
Con la scoperta attribuita ad Ippocrate di Chio, la difficoltà era soltanto cambiata di forma e non si era conseguito altro vantaggio che quello di presentare la questione primitiva come un problema di geometria piana.

### Soluzione di Archita
Archita di Taranto, vissuto approssimativamente tra il 430 a.C. e il 360 a.C., fornì una soluzione tridimensionale del problema di Delo, che può essere oggi facilmente descritta utilizzando il linguaggio moderno della geometria analitica.
Sia {\displaystyle a} il lato del cubo da duplicare e, relativamente a un sistema di riferimento cartesiano ortogonale di origine {\displaystyle O,} sia {\displaystyle C=(a,0,0)} il centro di cerchi di raggio {\displaystyle a} giacenti in piani perpendicolari agli assi.
Attraverso il cerchio di centro {\displaystyle C} perpendicolare all'asse delle ascisse si costruisce un cono circolare retto avente il vertice nell'origine; attraverso il cerchio di centro {\displaystyle C} che giace nel piano degli assi {\displaystyle x} e {\displaystyle y} si fa passare un cilindro; il cerchio che giace nel piano {\displaystyle Oxz} venga fatto ruotare attorno
all'asse {\displaystyle z} così da generare un toro.
Le equazioni di queste tre superfici sono, rispettivamente:
{\displaystyle x^{2}=y^{2}+z^{2}}
{\displaystyle 2ax=x^{2}+y^{2}}
{\displaystyle \left(x^{2}+y^{2}+z^{2}\right)^{2}=4a^{2}\left(x^{2}+y^{2}\right).}
Esse si intersecano in un punto la cui ascissa è {\displaystyle a{\sqrt[{3}]{2}}}. Pertanto la lunghezza di questo segmento rappresenta il lato del cubo desiderato.
Il risultato ottenuto da Archita appare ancor più straordinario se teniamo conto che egli giunse alla sua soluzione per via sintetica, senza l'uso delle coordinate cartesiane.

### Soluzioni di Menecmo
Menecmo fu allievo di Eudosso e visse nella metà del IV secolo a.C.; a lui si devono due diverse soluzioni del problema della duplicazione del cubo.
Prima soluzione
Utilizzando le notazioni moderne della geometria analitica la soluzione si ottiene facilmente come intersezione di due parabole.
Si considerino due parabole, di equazioni
{\displaystyle y^{2}=2ax}
e
{\displaystyle x^{2}=ay}
Dalla loro intersezione si ottiene
{\displaystyle x^{4}=a^{2}y^{2}=2a^{3}x}
da cui, trascurando la soluzione {\displaystyle x=0,} si trova
{\displaystyle x^{3}=2a^{3}}
e quindi
{\displaystyle x=a{\sqrt[{3}]{2}}.}
Intersecando le due parabole si ottiene dunque un punto la cui ascissa è il lato del cubo di volume doppio del volume del cubo assegnato.
Seconda soluzione
Utilizzando le notazioni moderne della geometria analitica la seconda soluzione si ottiene come intersezione di una parabola e una iperbole.
Si considerino la parabola e l'iperbole, rispettivamente di equazioni:
{\displaystyle y^{2}={\frac {a}{2}}x}
{\displaystyle xy=a^{2}}
Dalla loro intersezione si ottiene
{\displaystyle x^{3}=2a^{3}}
e quindi
{\displaystyle x=a{\sqrt[{3}]{2}}.}
Intersecando la parabola e l'iperbole si ottiene dunque un punto la cui ascissa è il lato del cubo di volume doppio del cubo assegnato.

### Soluzione di Nicomede
Nicomede (250 a.C. – 180 a.C.) costruì una curva di quarto grado, da lui chiamata concoide per la somiglianza con una conchiglia, che gli permise di risolvere alcuni problemi di inserzione, tra cui quelli generati dal problema della duplicazione del cubo.
Per generare la concoide, si prenda una retta {\displaystyle r} e un punto {\displaystyle P} esterno a essa (retta e punto si chiamano, rispettivamente, base e polo della concoide) e sia {\displaystyle a} la distanza tra il polo dalla base. Condotta per il polo una retta qualunque {\displaystyle s,} siano {\displaystyle AC} e {\displaystyle AB} due segmenti congruenti ad un segmento dato di lunghezza {\displaystyle b} chiamata intervallo, situati da parti opposte rispetto alla base. Al variare di {\displaystyle A} su {\displaystyle r,} il punto {\displaystyle C} descrive la concoide. Vediamo come, mediante la concoide di Nicomede, si risolve il problema delle due medie proporzionali. Siano {\displaystyle AB,AD,} due segmenti perpendicolari dati, tra cui devono essere inseriti i medi proporzionali. Sia {\displaystyle AD>AB} e per semplicità supponiamo {\displaystyle AB=2a,AD=2b.}
Si costruisca il rettangolo {\displaystyle ABCD} individuato dai segmenti dati; dividendo a metà {\displaystyle AD} e dato {\displaystyle E} il punto medio, si unisca questo con {\displaystyle C;} si prolunghi {\displaystyle CE} fino ad incontrare in {\displaystyle F} il prolungamento di {\displaystyle AB.} Da {\displaystyle G,} punto medio di {\displaystyle AB,} si tracci la perpendicolare ad {\displaystyle AB} e con centro in {\displaystyle B} e raggio uguale a {\displaystyle b} (metà di {\displaystyle AD}) si tagli con un arco di circonferenza la detta perpendicolare nel punto {\displaystyle H,} dalla parte di {\displaystyle AB} in cui non è situato il rettangolo {\displaystyle ABCD.} Si unisca {\displaystyle H} con {\displaystyle F} e da {\displaystyle B} si conduca la retta {\displaystyle BI} parallela a {\displaystyle HF.} Si tracci allora la concoide avente {\displaystyle H} come polo, {\displaystyle BI} come base e un intervallo uguale a {\displaystyle b.}
La concoide così descritta incontra la retta {\displaystyle AB} in un punto {\displaystyle K} e le due rette {\displaystyle AB} e {\displaystyle BI} individuano su {\displaystyle HK} un segmento {\displaystyle MK=b.}
Indicato con {\displaystyle L} il punto d'incontro della retta {\displaystyle CK} con la retta {\displaystyle AD,} si dimostra che i due segmenti {\displaystyle BK} e {\displaystyle DL} sono le due medie proporzionali cercate. Infatti, posto {\displaystyle BK=x} e {\displaystyle DL=y} in conseguenza delle costruzioni fatte si ha:
{\displaystyle HG={\sqrt {b^{2}-a^{2}}}}
{\displaystyle GK=a+x}
e perciò unendo {\displaystyle H} con {\displaystyle K,}
{\displaystyle HK={\sqrt {HG^{2}+GK^{2}}}={\sqrt {b^{2}-a^{2}+\left(a+x\right)^{2}}}={\sqrt {b^{2}+2ax+x^{2}}}.}
Ma dai triangoli simili {\displaystyle BMK,FHK} segue {\displaystyle FK:BK=HK:MK,} e osservando che {\displaystyle MK=b} e che {\displaystyle FK=4a+x,} sostituendo nella proporzione precedente, abbiamo:
{\displaystyle {\frac {4a+x}{x}}={\frac {\sqrt {b^{2}+2ax+x^{2}}}{b}}}
Da qui, elevando a quadrato si ottiene
{\displaystyle {\frac {16a^{2}+8ax+x^{2}}{x^{2}}}={\frac {b^{2}+2ax+x^{2}}{b^{2}}}}
ed eliminando i denominatori
{\displaystyle 16a^{2}b^{2}+8ab^{2}x+b^{2}x^{2}=b^{2}x^{2}+x^{4}+2ax^{3}.}
Riducendo e trasportando risulta
{\displaystyle x^{4}+2ax^{3}-8ab^{2}x-16a^{2}b^{2}=0}
ossia
{\displaystyle x^{3}\left(x+2a\right)-8ab^{2}\left(x+2a\right)=0}
da cui
{\displaystyle \left(x^{3}-8ab^{2}\right)\left(x+2a\right)=0}
ed essendo {\displaystyle \,x+2a} diverso da zero (dato che {\displaystyle x} e {\displaystyle 2a} sono misure di segmenti) necessariamente risulta
{\displaystyle x^{3}-8ab^{2}=0}
ossia
{\displaystyle x^{3}=2a\left(2b\right)^{2}.}
Dalla similitudine dei triangoli {\displaystyle LDC,BCK} si ha che {\displaystyle 2a:y=x:2b} e, quindi,
{\displaystyle xy=4ab}
da cui si può scrivere
{\displaystyle y={\frac {4ab}{x}}}
Elevando alla terza potenza
{\displaystyle y^{3}={\frac {4^{3}a^{3}b^{3}}{x^{3}}}}
ma
{\displaystyle x^{3}=2a\left(2b\right)^{2}}
e quindi
{\displaystyle y^{3}={\frac {4^{3}a^{3}b^{3}}{2^{3}ab^{2}}}}
semplificando si ottiene
{\displaystyle y^{3}=2b\left(2a\right)^{2}}
Dunque abbiamo:
{\displaystyle \left\{{\begin{matrix}xy=4ab\\x^{3}=2a\left(2b\right)^{2}\\y^{3}=2b\left(2a\right)^{2}\end{matrix}}\right.}
La terza e la prima uguaglianza, divise membro a membro, danno
(1)     {\displaystyle {\frac {y^{2}}{x}}=2a}
cioè
{\displaystyle y^{2}=2ax.}
A loro volta la seconda e la prima divise membro a membro danno:
(2)     {\displaystyle {\frac {x^{2}}{y}}=2b,}
cioè
{\displaystyle x^{2}=2by.}
Risulta, infine:
{\displaystyle {\frac {2a}{y}}={\frac {y}{x}}={\frac {x}{2b}}}
In particolare se {\displaystyle 2a=L,} e {\displaystyle b=L,y} è uguale al lato del cubo doppio di quello avente {\displaystyle 1} per lato.
Infatti dalla (1) e dalla (2) segue:
{\displaystyle {\frac {y^{4}}{4a^{2}}}=2by}
e quindi
{\displaystyle y^{3}=8a^{2}b}
sostituendo i valori di {\displaystyle a} e {\displaystyle b}
{\displaystyle y^{3}=2L^{3}}
estraendo la radice cubica
{\displaystyle y=L{\sqrt[{3}]{2}}}
e, se {\displaystyle L=1,} si ha
{\displaystyle y={\sqrt[{3}]{2}}.}

### Soluzione di Diocle
Anche Diocle (240 a.C. ca. - 180 a.C. ca.) costruì una curva, ora chiamata cissoide di Diocle, in grado di risolvere graficamente il problema della duplicazione del cubo.
Si consideri una circonferenza di diametro {\displaystyle OU} e sia {\displaystyle t} la retta essa tangente nel punto {\displaystyle U.} Sia {\displaystyle T} un punto qualsiasi della retta {\displaystyle t.} Sia {\displaystyle K} l'intersezione tra la retta {\displaystyle OT} e la circonferenza; su {\displaystyle OT} si consideri il punto {\displaystyle M} tale che {\displaystyle OM=KT.} Il luogo geometrico del punto {\displaystyle M,} quando {\displaystyle T} descrive la tangente {\displaystyle t,} è la cissoide di Diocle.
(inserire immagine4)
Vediamo come si possa risolvere il problema della duplicazione del cubo attraverso la cissoide.
Se {\displaystyle AB} è il lato del cubo da duplicare, consideriamo la cissoide relativa alla circonferenza di diametro {\displaystyle AB=a;} si riporti, sulla tangente in {\displaystyle A} alla circonferenza un segmento {\displaystyle AS=2a;} congiunto {\displaystyle S} con {\displaystyle B,} sia {\displaystyle U} l'intersezione di {\displaystyle SB} con la cissoide; si unisca {\displaystyle U} con {\displaystyle A} e sia {\displaystyle T} l'intersezione di {\displaystyle UA} con la tangente in {\displaystyle B} alla circonferenza.
(inserire immagine5)
Per la costruzione effettuata si ha che {\displaystyle BT} è il lato del cubo di volume doppio del cubo di lato {\displaystyle a} dato. Infatti i triangoli {\displaystyle SAB} e {\displaystyle UHB} sono simili e dunque:
{\displaystyle SA:AB=UH:HB.}
Se scriviamo {\displaystyle \left(x,y\right)} con {\displaystyle x\in \left[0,a\right]} la coppia delle coordinate di un punto {\displaystyle U} della cissoide, la proporzione precedente diventa:
{\displaystyle 2a:a=y:\left(a-x\right)}
da cui
(1)     {\displaystyle {\frac {y}{a-x}}=2.}
Tenendo conto che l'equazione della cissoide è
{\displaystyle x^{3}=\left(a-x\right)y^{2}}
si ottiene
(2)     {\displaystyle {\frac {1}{a-x}}={\frac {y^{2}}{x^{3}}}.}
Sostituendo la (2) nella (1) si ha
(3)     {\displaystyle {\frac {y^{3}}{x^{3}}}=2.}
Si considerino ora i triangoli simili ATB e AUH; si può scrivere:
{\displaystyle BT:AB=UH:AH}
e quindi:
{\displaystyle BT:a=y:x}
da cui
{\displaystyle BT={\frac {ya}{x}}.}
Elevando al cubo si ottiene
{\displaystyle BT^{3}={\frac {y^{3}a^{3}}{x^{3}}}}
e sostituendo in quest'ultima l'espressione (3) si ottiene
{\displaystyle BT^{3}=2a^{3}.}
Ciò dimostra che {\displaystyle BT} è il lato del cubo di volume doppio rispetto al cubo di lato {\displaystyle a.}

### Soluzione di Eratostene
Eratostene, come sappiamo da Eutocio, dette una soluzione meccanica del problema, progettando uno strumento, il mesolabio, con il quale era possibile inserire due medi proporzionali tra due segmenti assegnati.